# Segelfluggelände Menden-Barge

i7
i11
i13

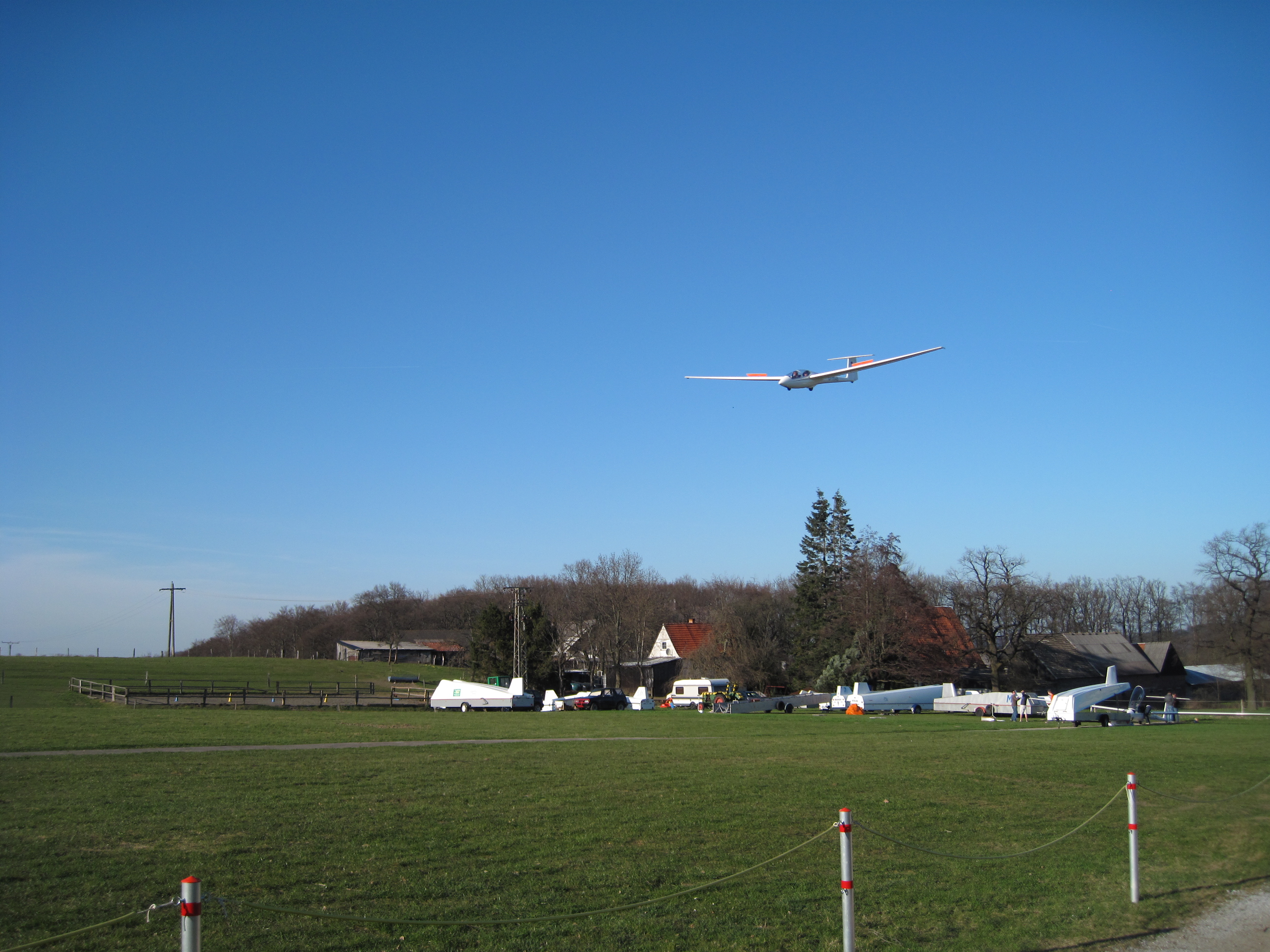
Segelflugzeug bei der Landung auf dem Segelfluggelände Menden-Barge

Das Segelfluggelände Menden-Barge ist ein Segelfluggelände in Menden (Sauerland), Nordrhein-Westfalen.

## Flugbetrieb
Das Segelfluggelände besitzt drei Landebahnen: Start- und Landebahn Mitte (Richtung 05/23, Länge 417 m), Landebahn 25 Rechts (Länge 250 m), und Landebahn 25 Links (Länge 250 m). Es ist zugelassen für Segelflugzeuge im Winden- und Flugzeugschlepp und für Motorsegler. Das Segelfluggelände dient der Nutzung durch Vereinsmitglieder der Luftsportgruppe Menden e. V. Andere Flüge bedürfen der vorherigen Zustimmung des Platzhalters (PPR).
Das Segelfluggelände liegt an einem Hang. Der Höhenunterschied zwischen den beiden genutzten Enden des Segelfluggelände beträgt zirka 60 Meter. Die beiden Enden sind mit der asphaltierten Lepo-Spur verbunden, so dass auch bei nassem Boden das Ausziehen der Seile gewährleistet ist.
Zur Infrastruktur des Segelfluggeländes gehören ein Schulungsraum, Sanitäranlagen, Werkstatt sowie die Flugzeughalle. Die Flugsaison beginnt im März und endet im November. Der Flugbetrieb findet am Samstag, Sonntag und an Feiertagen statt.